# BBC Weather
BBC Weather — відділ BBC, що відповідає за підготовку і трансляцію прогнозів погоди і тепер є частиною BBC News. Метеорологи працюють у Метеобюро. Довше всього тут працював синоптик BBC Майкл Фіш, протягом 36 років між 1974 і 2010.
Сайт BBC Weather надає прогноз погоди прогноз для Великій Британії і світу за допомогою анімованих символів і формату, аналогічного по конструкції до того, що використовується для телевізійних трансляцій.